# Guacamaya
Guacamaya é um género botânico pertencente à família Rapateaceae.